# Risso
Risso és una localitat de l'Uruguai, ubicada a l'est del departament de Soriano. Té una població aproximada de 500 habitants, segons les dades del cens de 2004.
Es troba a 128 metres sobre el nivell del mar.
| 1963 | 1975 | 1985 | 1996 | 2004    |
| ---- | ---- | ---- | ---- | ------- |
| 426  | 515  | 431  | 509  | {{{5}}} |